# Ким Сольхён
Ким Сольхён (кор. 김설현; род. 3 января 1995, Пучхон, Кёнгидо) — южнокорейская актриса

 и певица, одна из участниц популярной группы AOA.

## Биография
Ким Сольхён родилась 3 января 1995 года в южнокорейском городе Пучхон, который находится между Сеулом и Инчхон. В 2010 году приняла участие в конкурсе моделей на котором присутствовали агенты по подбору талантов, Сольхён удалось привлечь их внимание и попасть на прослушивание в агентство FNC Entertainment . Вскоре она снялась в музыкальном клипе на песню Severely популярной южнокорейской группы FT Island. В конце июля 2012 года Сольхён дебютировала как одна из участниц музыкальной группы AOA. В этом же году начала свою актёрскую карьеру со съемок в телевизионном сериале «Моя дочь Сойон».
Рост популярности актрисы, главным образом, связан с главной ролью в подростковом сериале «Апельсиновый мармелад» 2015 года, несмотря на не высокий рейтинг которого, зрителям запомнилась актёрская игра Сольхён. В том же году на экраны вышел фильм «Каннамский блюз», за роль в котором она получила свои первые актёрские награды. В 2017 году получила роль в историческом фильме «Великая битва» премьера которого состоялась в сентябре 2018. Также Сольхён много снимается в рекламе различных брендов одежды.

## Награды
| Год  | Награда                                    | Номинация                                  | Работа                  | Результат | Примечания |
| ---- | ------------------------------------------ | ------------------------------------------ | ----------------------- | --------- | ---------- |
| 2015 | 51-я Премия Пексан                         | Лучшая новая киноактриса                   | «Каннамский блюз»       | Номинация |            |
| 2015 | Восьмой Премия Корейской драмы             | Лучшая новая актриса                       | «Апельсиновый мармелад» | Номинация |            |
| 2015 | 52-я Премия Большой колокол                | Лучшая новая актриса                       | «Каннамский блюз»       | Номинация |            |
| 2015 | 36- Премия Голубой дракон                  | Лучшая новая актриса                       | «Каннамский блюз»       | Номинация |            |
| 2015 | 36- Премия Голубой дракон                  | Популярная звезда                          | «Каннамский блюз»       | Победа    | [ 8 ]      |
| 2015 | 4-Звездная премия APAN                     | Лучшая новая актриса                       | «Апельсиновый мармелад» | Номинация |            |
| 2015 | 14-Премия развлечений KBS                  | Лучший новичок                             | «Храбрая семья»         | Победа    |            |
| 2015 | 29- Премия KBS драма                       | Лучшая новая актриса                       | «Апельсиновый мармелад» | Номинация |            |
| 2015 | 29- Премия KBS драма                       | Популярная актриса                         | «Апельсиновый мармелад» | Победа    | [ 9 ]      |
| 2015 | 29- Премия KBS драма                       | Лучшая пара вместе с Йо Чин Ку             | «Апельсиновый мармелад» | Номинация |            |
| 2016 | InStyle Star Icon                          | Лучше тело                                 | Номинация               |           |            |
| 2016 | 13-Премия Seoul TV CF                      | Ммодель года                               | Победа                  | [ 10 ]    |            |
| 2016 | 5-й Кинофестиваль Marie Claire             | Награда новичку                            | «Каннамський блюз»      | Победа    | [ 11 ]     |
| 2016 | 11-Премия Max Movie                        | Восходящая звезда                          | «Каннамський блюз»      | Победа    | [ 12 ]     |
| 2016 | 10-Азиатская кинопремия                    | Лучший новичок                             | «Каннамський блюз»      | Номинация |            |
| 2016 | Восьмая Премия Азиатская икона стиля       |                                            | Победа                  | [ 13 ]    |            |
| 2016 | Премия Корейской ассоциации рекламодателей | Лучшая модель                              | Победа                  | [ 14 ]    |            |
| 2016 | 10-Премия развлечений SBS                  | Артист                                     | «Закон джунглей»        | Победа    |            |
| 2016 | 2-я Премия Fashionista                     | Best Fashionista в категории Красный ковер | Номинация               | [ 15 ]    |            |
| 2017 | 6-Премия KOPA & Nikon Press Photo          | Наиболее фотогеничная звезда года          | Победа                  | [ 16 ]    |            |
| 2017 | Первая Сеульская премия                    | Лучшая новая киноактриса                   | «Мемуары убийцы»        | Номинация |            |
| 2017 | Третий Премия Fashionista                  | Best Fashionista в категории Красный ковер | Номинация               | [ 17 ]    |            |
| 2018 | 55-Премия Grand Bell                       | Woori Bank Star Award                      | Победа                  | [ 18 ]    |            |
| 2018 | 3-я Премия Азиатский артист                | Новая волна                                | Победа                  | [ 19 ]    |            |